# Alexander Chaplin
Alexander Chaplin (* 20. März 1971 in New York City als Alexander Gaberman) ist ein US-amerikanischer Schauspieler. Er wurde vor allem bekannt durch seine Rolle als James Hobert III. in der Sitcom Chaos City.
Chaplin wurde am Stagedoor Manor Performing Arts Training Center in New York ausgebildet. Nachdem er in den frühen 1990er Jahren erste Gastrollen in diversen Fernsehserien übernommen hatte, bekam er 1995 eine Nebenrolle im Film Jim Carroll – In den Straßen von New York an der Seite von Leonardo DiCaprio.
Im selben Jahr schaffte er den Durchbruch als Seriendarsteller mit der von ABC produzierten Comedy-Serie Chaos City (im Original Spin City), in der er zur neunköpfigen Stammbesetzung der ersten vier Staffeln gehörte. In der Serie, die den chaotischen und an aberwitzigen Verwicklungen reichen Alltag im Büro des Bürgermeisters von New York City zum Inhalt hat, spielte Chaplin bis 2000 die Rolle des James Hobert, des jugendlich-naiven Redenschreibers des Bürgermeisters.
Seit seinem Ausstieg aus der Serie hat Chaplin vor allem Gastrollen in Reihen wie Scrubs – Die Anfänger, Law & Order und Elementary übernommen.

## Filmografie (Auswahl)
- 1992: Junge Schicksale (ABC Afterschool Specials, Fernsehserie, 3 Folgen)
- 1995: Jim Carroll – In den Straßen von New York (The Basketball Diaries)
- 1996–2000: Chaos City (Spin City, Fernsehserie, 100 Folgen)
- 1999: 30 Days
- 2002: Alma Mater
- 2003: Law & Order (Fernsehserie, Folge 14x01 Totenstille)
- 2004: Liebe an der langen Leine (Dog Gone Love)
- 2004–2007: Scrubs – Die Anfänger (Scrubs, Fernsehserie, 3 Folgen)
- 2007: Numbers – Die Logik des Verbrechens (NUMB3RS, Fernsehserie, Folge 3x18 Keine Wahl)
- 2008: Marlowe (Cop Dog)
- 2009: Ugly Betty (Fernsehserie, Folge 3x12 Schwestern am Rande des Nervenzusammenbruchs)
- 2013: Good Wife (The Good Wife, Fernsehserie, Folge 4x14 Rotes Team, blaues Team)
- 2013: Shake It Up – Tanzen ist alles (Shake It Up, Fernsehserie, Folge 3x11 Das Missgeschick)
- 2013: Ray Donovan (Fernsehserie, Folge 1x08)
- 2013: The Neighbors (Fernsehserie, Folge 2x05)
- 2014: Wish I Was Here
- 2015: Silicon Valley (Fernsehserie, Folge 2x01 Finanzierung)
- 2015: Scorpion (Fernsehserie, Folge 1x21 Tod liegt in der Luft)
- 2016: Elementary (Fernsehserie, Folge 4x21 Nichts geht über die Wahrheit)
- 2017: Kevin Can Wait (Fernsehserie, Folge 1x18)
- 2017: Chicago P.D. (Fernsehserie, Folge 5x09 24 Stunden)
- 2018: Blue Bloods – Crime Scene New York (Blue Bloods, Fernsehserie, Folge 8x17 Im letzten Moment)
- 2019: The Report
- 2019: Blindspot (Fernsehserie, Folge 4x13 Del Toro)
- 2019: The Assistant
- 2021: FBI (Fernsehserie, Folge 3x14)
- 2022: Pretty Little Liars: Original Sin (Fernsehserie, 6 Folgen)